# Chiesa della Purificazione di Maria Vergine (Fornovo di Taro)
La chiesa della Purificazione di Maria Vergine è un luogo di culto cattolico dalle forme neoclassiche e neoromaniche, situato in strada Neviano de' Rossi a Neviano de' Rossi, frazione di Fornovo di Taro, in provincia e diocesi di Parma; è sede di una parrocchia compresa nella zona pastorale della Montagna.

## Storia
Il luogo di culto originario a servizio della località di Nivianus Draconorum fu costruito in epoca medievale; la più antica testimonianza della sua esistenza risale al 1230, quando la cappella fu citata nel Capitulum seu Rotulus Decimarum della diocesi di Parma tra le dipendenze della pieve di San Vitale Baganza.
Agli inizi del XVIII secolo la chiesa, collocata all'interno delle mura del castello nevianese, fu abbattuta in quanto ormai in rovina; fu quindi riedificata e nel 1730 fu elevata al rango di arcipretura.
Nel 1827 il tempio settecentesco, ubicato in posizione scomoda, fu demolito e fu ricostruito nell'attuale collocazione, forse sui resti di una cappella medievale.
Tra il 1923 e il 1935 fu innalzata in prossimità del luogo di culto la canonica.
Intorno al 1960 la chiesa fu modificata con la costruzione della nuova facciata neoromanica.

## Descrizione

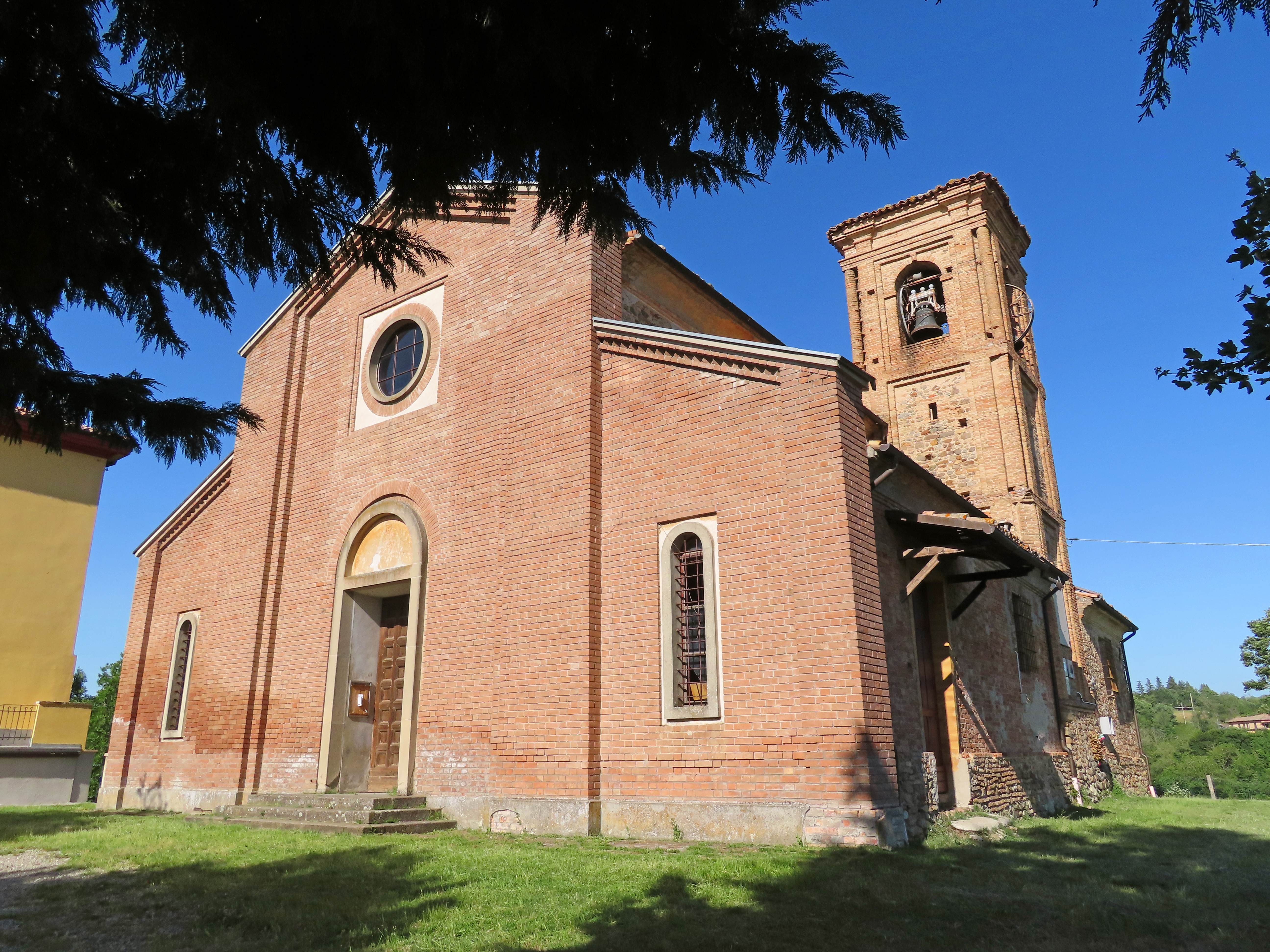
Facciata e lato sud

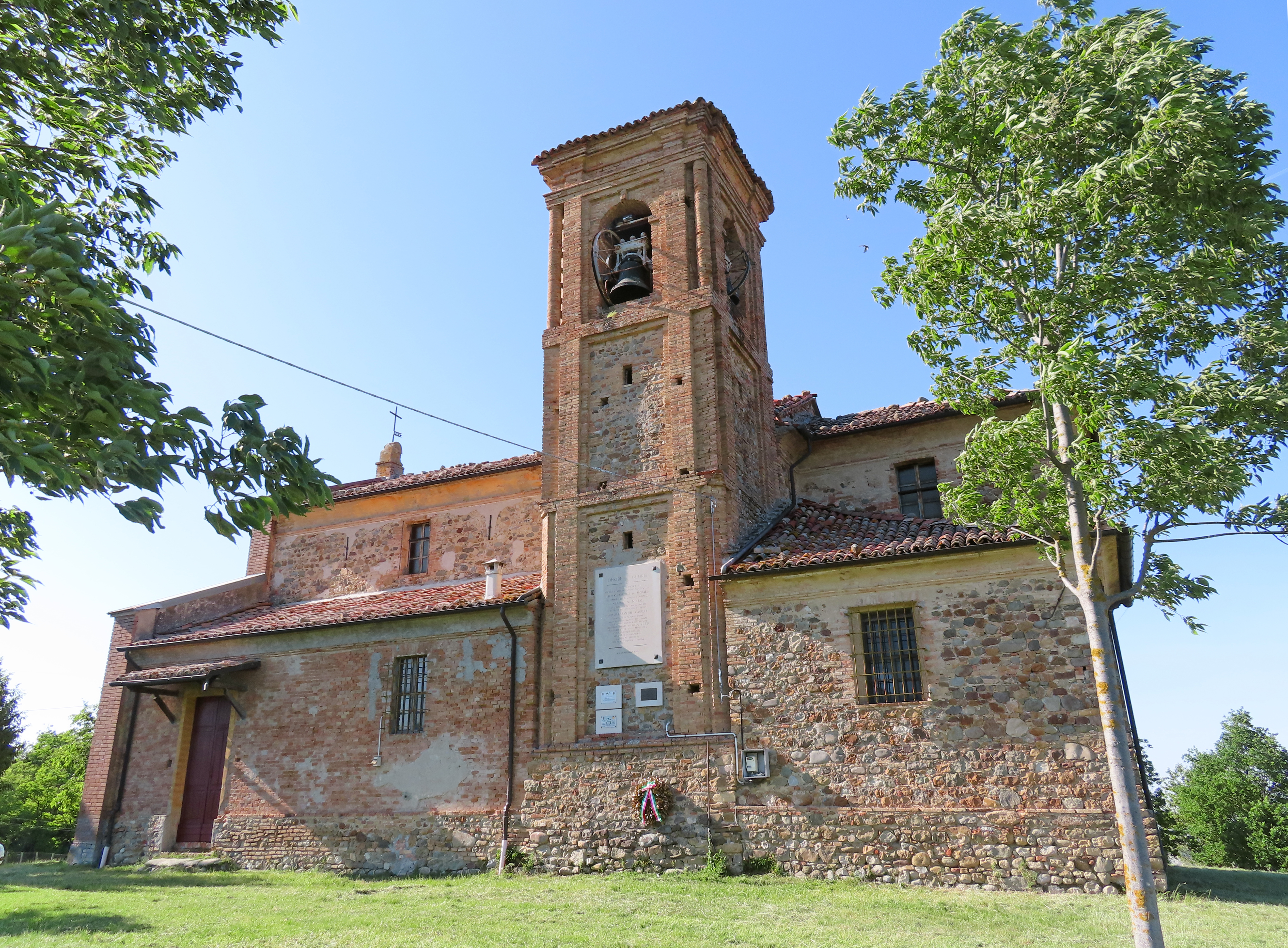
Lato sud

La chiesa si sviluppa su un impianto a croce latina affiancata da una cappella per lato, con ingresso a ovest e presbiterio a est.
La simmetrica facciata a salienti, interamente rivestita in laterizio, è scandita in tre parti da quattro massicce lesene. Nel mezzo del corpo centrale è collocato l'ampio portale d'ingresso, delimitato da una cornice e sormontato da una lunetta ad arco a tutto sesto; più in alto si apre all'interno di una specchiatura quadrata un rosone incorniciato, coronato da una croce latina; in sommità corre lungo gli spioventi del tetto un motivo in mattoni a denti di sega, coronato dal cornicione in calcestruzzo armato. Sulla destra il paramento murario nasconde un locale di servizio, mentre sul lato opposto dietro alla parete del prospetto, edificata per motivi di simmetria, non si trova nessun ambiente; al centro di ciascun corpo laterale si trova un'alta e stretta monofora ad arco a tutto sesto, con cornice in rilievo.
I fianchi e il retro, rivestiti in pietra a maglia irregolare, sono illuminati da piccole finestre in sommità; al termine del lato destro si erge su tre ordini, decorati con lesene binate in laterizio elevate sugli spigoli, il campanile in pietra; la cella campanaria si affaccia sulle quattro fronti attraverso ampie monofore ad arco a tutto sesto, aperte all'interno di specchiature delimitate da lesene e colonne angolari.
All'interno la navata, coperta da una volta a botte lunettata dipinta, è affiancata da una serie di lesene coronate da capitelli dorici, a sostegno del cornicione perimetrale modanato; le cappelle, chiuse superiormente da volte a botte, si affacciano sull'aula attraverso ampie arcate a tutto sesto.
Il presbiterio, lievemente sopraelevato, è preceduto dall'arco trionfale a tutto sesto, retto da paraste; l'ambiente, coperto da una volta a crociera, accoglie l'altare maggiore in terracotta invetriata, raffigurante la Resurrezione, il Sepolcro vuoto e la Pentecoste, realizzato nel 1973 dallo scultore Mario Orlandini; dello stesso autore sono anche i coevi ambone e tabernacolo in terracotta invetriata, rappresentanti rispettivamente i Quattro Evangelisti e un Angelo; sul fondo si staglia la pala ottocentesca attribuita al pittore Francesco Scaramuzza.